# Kerk van Losdorp

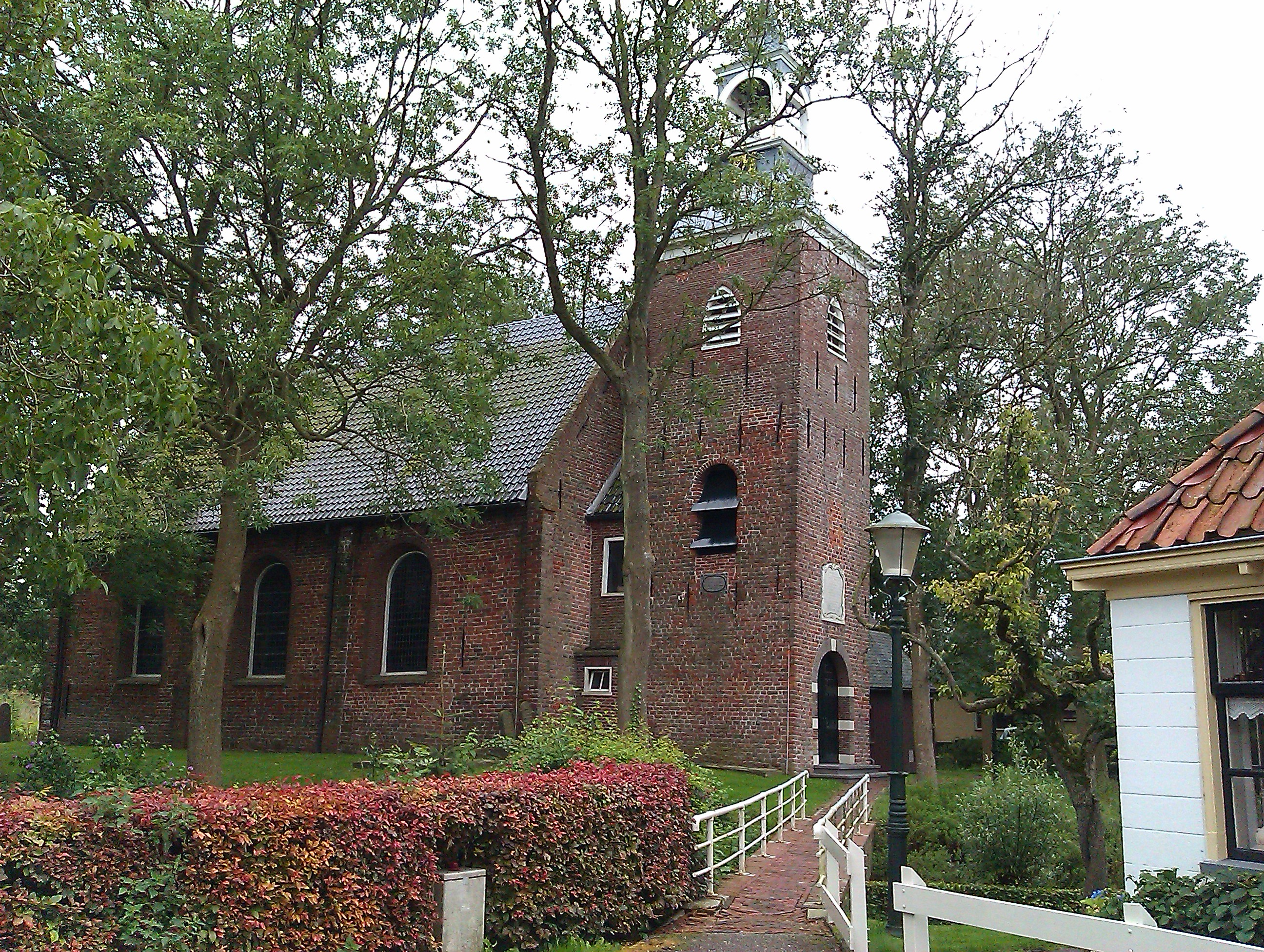
Toren en kerk

De Hervormde kerk van Losdorp is een oorspronkelijk middeleeuwse kerk in het Groningse dorp Losdorp in de gemeente Eemsdelta.  De kerk is sinds 2014 in het bezit van de Stichting Oude Groninger Kerken. 

## Beschrijving
De zaalkerk met een rechte koorsluiting, waarschijnlijk dertiende-eeuws, is in 1775 ingrijpend verbouwd. De verbouwing is vereeuwigd in een gedenksteen boven de ingang van de kerktoren. Die toren uit 1662, die door een tussengeleding met het kerkgebouw verbonden is, bleef in 1775 ongewijzigd, inclusief het mechanische smeedijzeren torenuurwerk, maar werd in 1848 verhoogd. De klokkenstoel met luidklok werd in 1709 vervaardigd door T. Goossens. Het kerkhof wordt omringd door water.

## Interieur
Het kerkmeubilair, bestaande uit gesneden rococo-preekstoel, doophek (beide met gesneden lezenaar), drie koperen blakers, lambrisering, kerkbanken, herenbank, avondmaaltafel, offerkist en twee psalmborden, is sinds 1775 gaaf gebleven.  
Het orgel dateert uit 1830 en is gebouwd door Nicolaus Anthony Lohman. Dit mechanische sleepladenorgel had toen twee manualen, een aangehangen pedaal en dertien registers. Bij restauratie door de orgelbouwers Bakker & Timmenga in 1922 werd het binnenwerk deels vernieuwd. Van de oorspronkelijke registers bleven er zes over, naast vier nieuwe. Van de manualen bleef er één gehandhaafd. In 1978-1983 werd opnieuw een restauratie ondernomen door J.P. Vos en S. Haarsma.

## Afbeeldingen

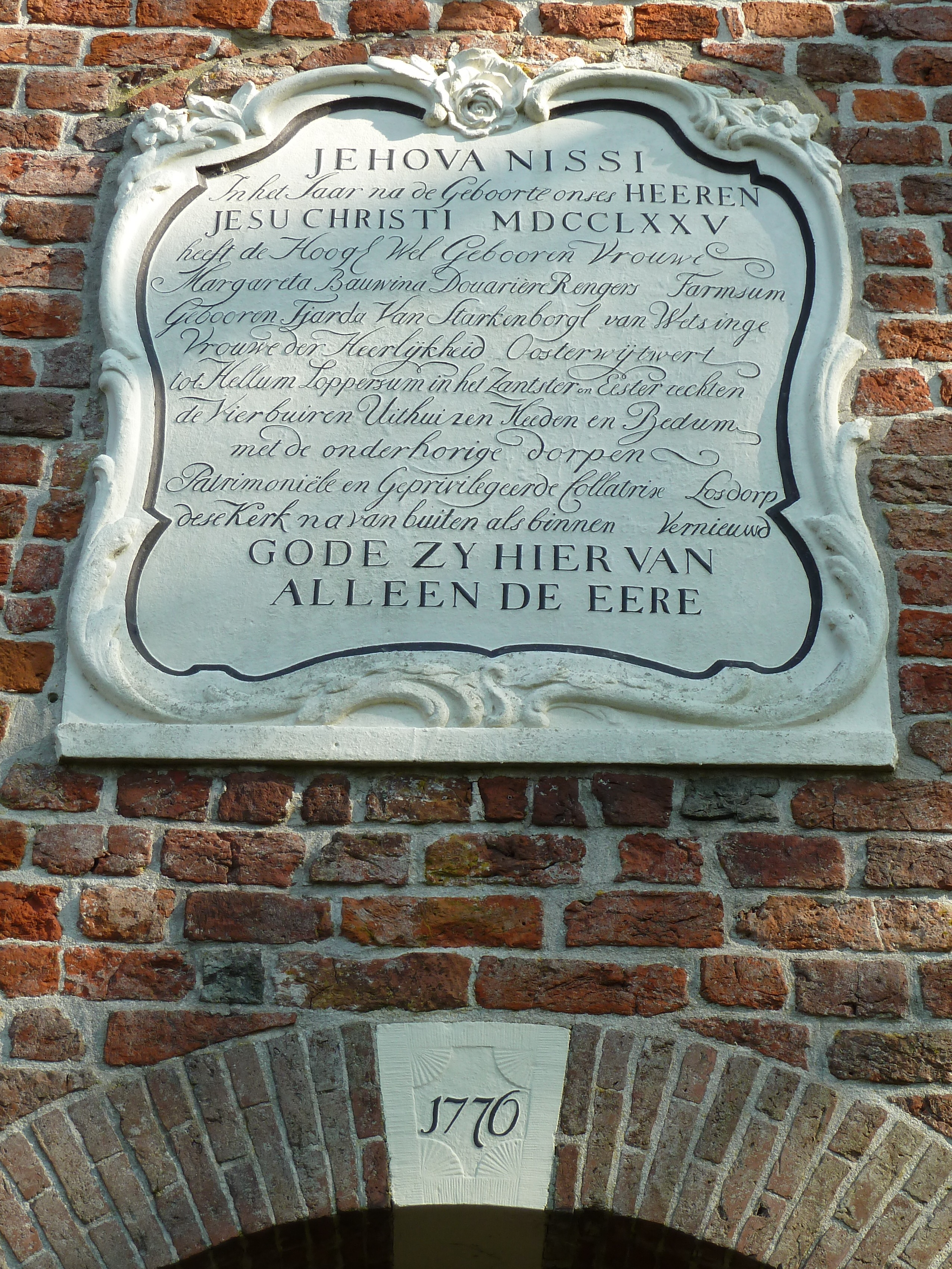
Gevelstenen uit 1775-1776
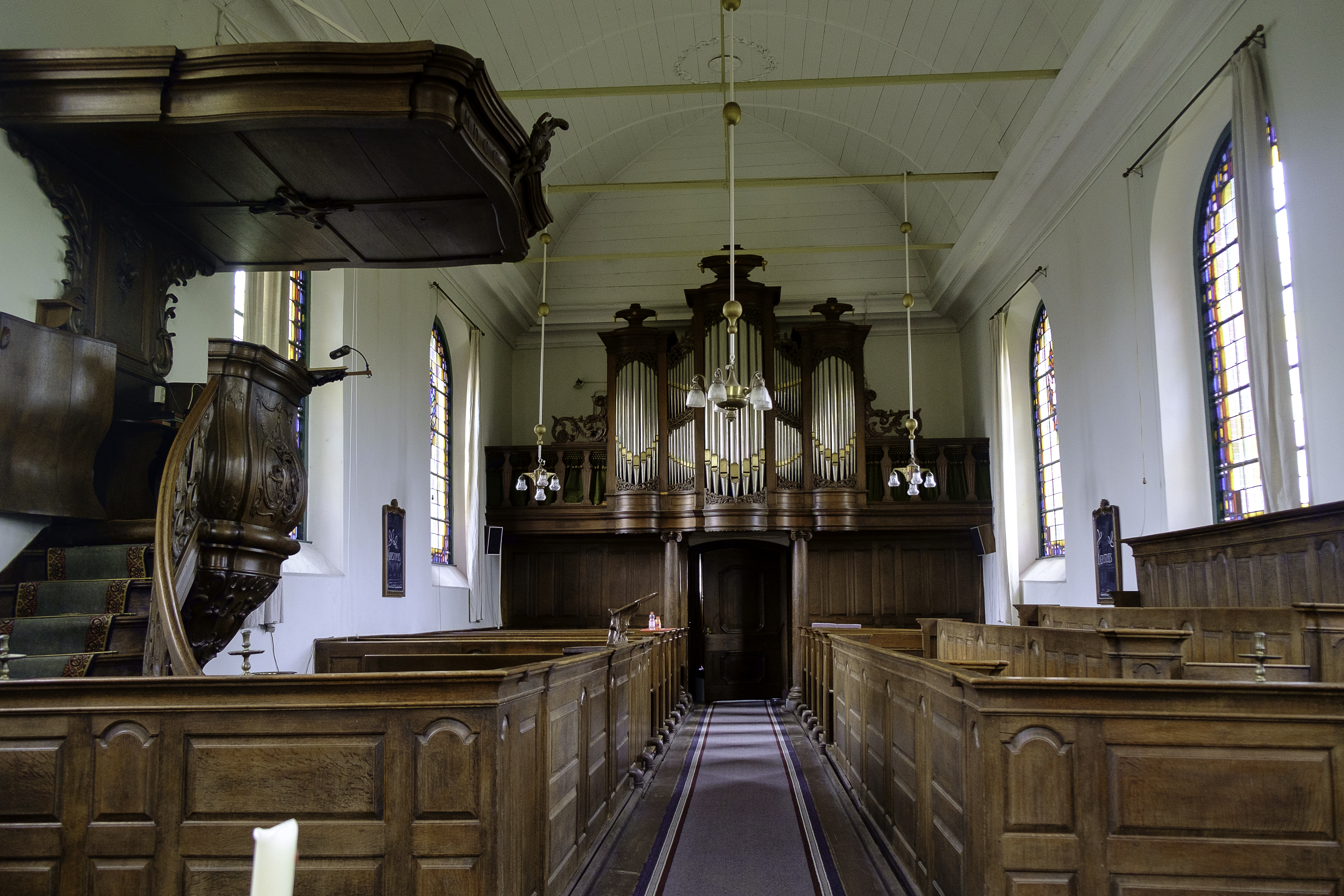
Interieur met links de kansel en rechts het kerkorgel
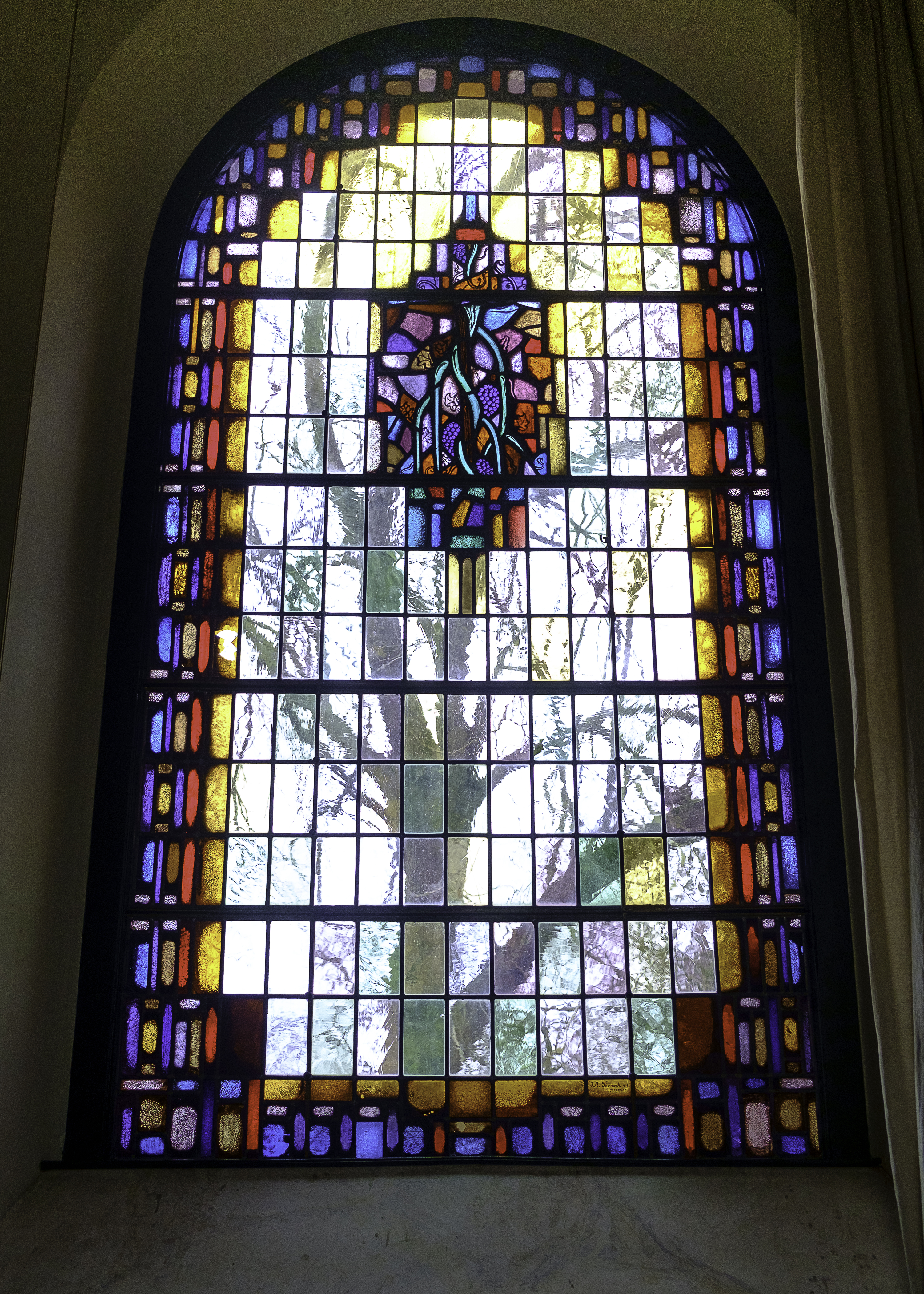
Gebrandschilderd glas
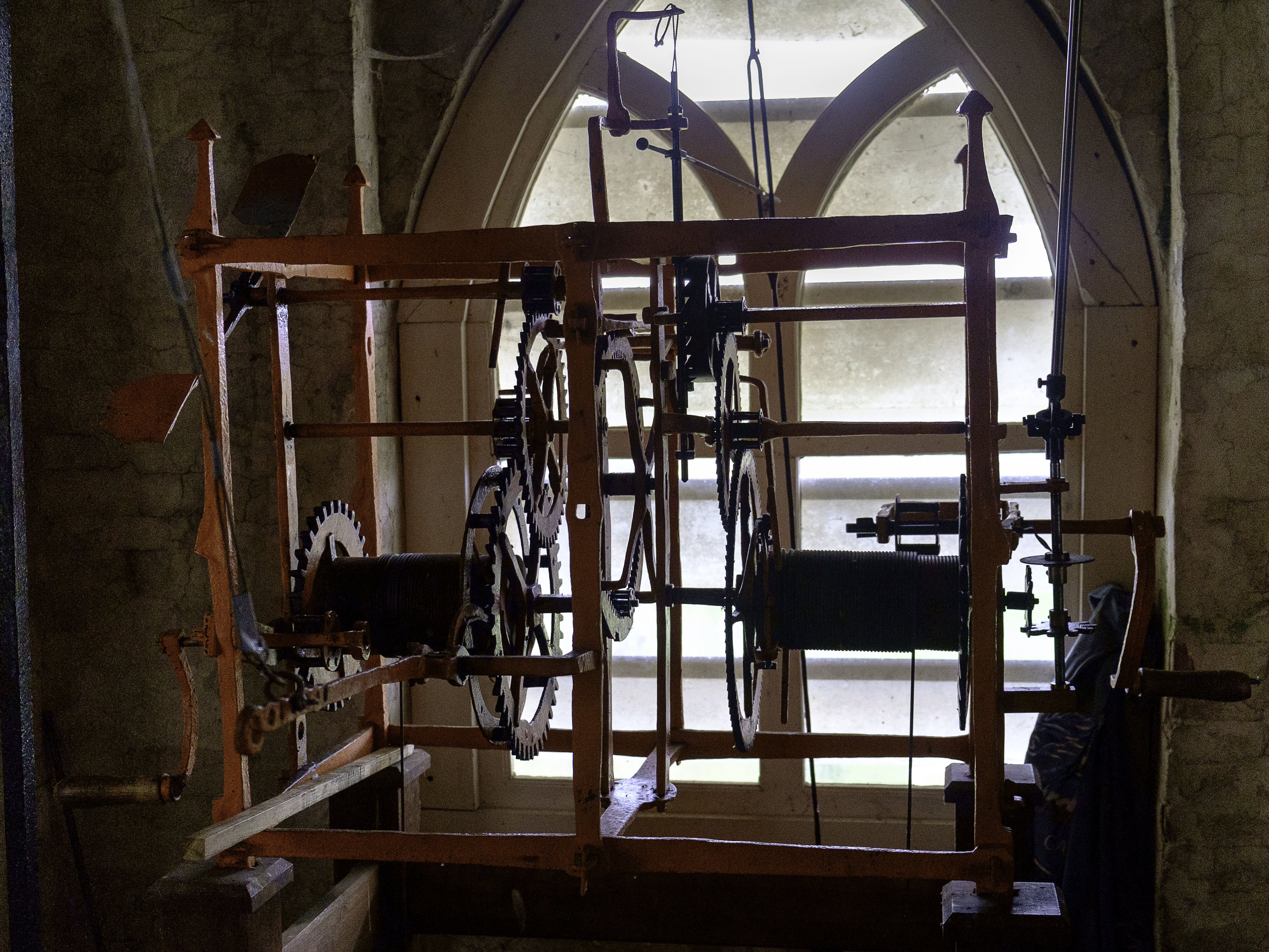
Torenuurwerk